# Guaca
Guaca – miasto w Kolumbii, w departamencie Santander.